# Carbono 14 (casa noturna)
O Carbono 14 foi uma casa noturna, um clube de música e um espaço cultural localizado no no tradicional distrito ítalo-brasileiro Bixiga, região central do município de São Paulo.

## Histórico
Fundada em 1982 por  Andrez Castilho Filho, Andrez Castilho e Theo Castilho em um prédio de quatro andares nos quais tinham uma serraria (fechada durante a noite); uma sala de cinema para 35 mm, outra sala para 16 e Super 8 ,uma sala de vídeo onde eram exibidos filmes raros e vídeos de shows de rock de bandas estrangeiras como The Smiths, Bauhaus, Cabaret Voltaire e The Cramps; um sala de jogos com fliperama, três bares, uma pista de dança e palco onde se apresentavam alguns dos principais nomes do rock brasileiro da década de 1980 tais como Ira!, Mercenárias, Smack, Nau, Cabine C Violeta de Outono, Akira S e As Garotas Que Erraram e Voluntários da Pátria. Além dos shows de música e exibição de filmes e vídeos, ocorriam também espetáculos de dança tal como: Ismael Ivo, vernissages de artes plásticas, teatro e performances. Era ao lado do Madame Satã, Lira Paulistana e Ácido Plástico, um dos principais pontos da vanguarda, contracultura e underground paulistano. Encerrou suas atividades em 1987.  
Contava com um jornal de programação com tiragem de 5.000 com o qual os frequentadores gratuitamente recebiam toda a programação e informação mensal.